# Верхняя Борзя
Верхняя Борзя (бур. Дээдэ Бооржо) (Талман-Борзя, Левая Борзя) — река в Забайкальском крае России, левый приток Аргуни.
Исток реки располагается на юго-восточном склоне Нерчинского хребта. Длина реки составляет 153 км, площадь водосбора — 4040 км². Среднегодовой сток в устье — 0,2 км³. Несудоходна.

## Притоки
Объекты перечислены по порядку от устья к истоку.
- 7 км: Калга
- 44 км: водоток падь Дальняя Бырка
- 77 км: водоток падь Бырка
- 87 км: Донинская Борзя
- 90 км: водоток падь Далбыркей
- 100 км: водоток падь Селинда
- 101 км: водоток падь Булдурутуй
- 110 км: Чиндагатай
- 117 км: водоток падь Залгатуй